# オートマグに関連する作品の一覧
オートマグに関連する作品の一覧（オートマグにかんれんするさくひんのいちらん）は、アメリカ合衆国のオートマグ社が製造していた自動拳銃、オートマグに関連する作品の一覧である。

## 映画・テレビドラマ
『ダーティハリー4』（1983年）
ハリー・キャラハン刑事が愛用のS&W M29を海に捨てられてしまい、代わりに使っている、その前に試し打ちするシーンもある。
『イノセンス』
事務所で、ヤクザの1人がシルバーモデルを所持。撃つ前に射殺されたため、発砲シーンは無い。
『化石の荒野』
主人公の仁科草介（渡瀬恒彦）が使用。
『機動警察パトレイバー the Movie』
香貫花クランシーが方舟突入時に使用。
『クライムハンター 怒りの銃弾』
ハント刑事（ハント敬士）が使用。
『西部警察』
第102話「兇銃44オート・マグ」で阿藤快演じる殺し屋が使用。
『西部警察 PART-III』
第36話「対決!!マグナム44」で五代刑事（石原良純）が使用。
『大鉄人17』
ブレイン党のキャプテン・ゴメスが使用。
『特警ウインスペクター』
ウインスペクター隊員、藤野純子が使用。
『ビバリーヒルズ・コップ2』
製造中止になっていた.44オートマグについて言及するシーンがある。
『ベイシティ刑事』

## アニメ・漫画
『Dr.スランプ』
則巻みどりが夫の千兵衛が浮気していると勘違いした際に使用。浮気に対する怒りの大きさが銃の大きさで表現されている。
『60億のシラミ』
作中に登場する特殊警備組織NSPが制式拳銃として使用。ポリゴン銃身(ポリゴナルライフリング?)を採用しているため、弾頭に施条痕が残らないと言う設定。
『甘く危険なナンパ刑事』
主人公、相沢光司が愛用。
『エロイカより愛をこめて』
主要登場人物である「鉄のクラウス」ことNATO情報部エーベルバッハ少佐が、「オートマグを片手で撃つ男」との異名を持つ。「アラスカ最前線」において、偽札の原版を破壊するときに使用した。
『こちら葛飾区亀有公園前派出所』
両津勘吉がオートマグを使用したことがあり、その時はまだこの銃の欠点が知られていなかったため、「オートマチックでマグナム弾を撃てる」と好評価していたが、後に銃の欠点が知られるようになると、「生産中止の欠陥銃」と作中で言及されている。
『シティーハンター』
『1』の最終回にて、殺し屋3兄弟の長男ゲルマ（声 - 田原アルノ）が使用。ゲルマは主人公の冴羽獠と早撃ち対決を行い、早撃ちのスピードは獠を上回るも、自身が撃った弾を獠のコルト・パイソンから放たれた弾で粉砕され、驚きのあまり見せた僅かな隙を突かれ、獠に心臓を撃たれ死亡する。
『長男の時代』
主人公、特Aこと隼人がブラックパンサーとの戦闘で使用。
『ドーベルマン刑事』
大阪府警察から新宿署へ来たゲタばきの暴力団担当刑事、宮武が特注の弾倉を装填し、最大30発連射が可能な特別製のオートマグを使用している。
『闇のイージス』
テロリスト“ビースト”ことセルゲイ・葛城・オルソリッチが二丁拳銃で使用。連射しすぎで作動不良を起こし、自ら「オートジャムと呼ばれた」と欠陥に言及している。

## 小説
『亜州黄龍伝奇』
主人公を守る四龍の1人、ヘンリー・西（サイ）の愛銃。懇意の武器商人から上述の欠点を指摘されるシーンがあるが、使い続けている。
『死霊狩り』
桑田次郎の漫画『デスハンター』の小説版。ゾンビハンターたちの制式拳銃となっていた。

## ゲーム
『OPERATION7』
サイドアームとしてオートマグV、.44オートマグが登場。どちらもlv8から購入可能。
『九龍妖魔學園紀』
主人公の武器として使用可能。
『Phantom -PHANTOM OF INFERNO-』
あえてオートマグで戦うシーンがあるが、弾詰まり回避の策としてその特徴を潰す方法を取る。
『グランド・セフト・オート・ザ・バラッド・オブ・ゲイ・トニー』
「44口径ピストル」という名称で登場する。
『天使ノ二挺拳銃』
主人公、ヴィムがオートマグIII、IVを使用している。
『バイオハザードシリーズ』
『バイオハザード ダークサイド・クロニクルズ』
ハヴィエ・ヒダルゴが所持。グリップに蛇の装飾が施されている。ただし、発砲シーンは無い。
『バイオハザード7』
主人公の使用可能武器として登場。

『メタルサーガ 〜砂塵の鎖〜』
使用可能武器として登場。
『レインボーシックスシージ』
GIGR出身のオペレーターのサブウェポンとして、倍率スコープ付きの初代オートマグを使用する。